# Ласло Белади
Ласло Белади (мађ. László Bélády; Будимпешта, 29. април 1928 — 6. новембар 2021) је мађарски инжењер рачунарске технике познат по осмишљавању теоретског алгоритма за кеш меморије 1966. године док је радио у истраживачком центру IBM. Такође је доказао постојање Беладијеве аномалије.
Током својих каснијих година у IBM, Белади је био заслужан за развој софтвера широм света, а касније је отишао у Токио и тамо отворио лабораторију за истраживање софтвера. IBM је напустио после две године. Године 1984. био је један од оснивача компаније Microelectronics Computer Corporation у Остину. Од 1990. до 1998. године, био је председник и извршни директор компаније Mitsubishi Electric Laboratories, Inc. Био је саветник на разним универзитетима укључујући и позицију члана одбора саветника за рачунарску технику на Универзитету Колорада у Болдеру. Тренутно је у пензији и већи део времена проводи у Будимпешти и Остину.
Белади је студирао аеронаутику у Будимпешти, Мађарска. Напустио је Мађарску после Мађарске револуције 1956. године. Прво је живео у Немачкој, затим у Паризу, а онда се преселио у САД 1961. године.